# SO903i
FOMA SO903i（フォーマ・エスオー きゅう まる さん アイ）は、ソニー・エリクソン・モバイルコミュニケーションズ（現・ソニーモバイルコミュニケーションズ）によって開発された、NTTドコモの第三世代携帯電話 (FOMA) 端末である。

## 概要
- フォルムは、前代のSO902i /SO902iWP+のストレート型のデザインから折りたたみ式に変更。外見の大きな特徴は、折りたたみ時に9つのボタンが配置されている所である。キャッチコピーは「PREMIUM AV」で、画面・音楽・カメラの高性能を謳う。また、メイン液晶はFOMA音声端末最大クラスの3インチになっている。音楽プレイヤーも本格的なものが搭載され、ファイル形式はATRAC3、MP3（VBRは非対応）、AAC、HE-AACに対応。搭載されるカメラは320万画素CMOS、テレビ電話用のサブカメラは約11万画素CMOS。
- 外部メモリーカードはminiSD、メモリースティック PRO Duoの両方に対応する。ただし、両方を同時に使う事はできない。このデュアルスロット機構は日本で発売されている携帯電話としては初めてとなる。903iシリーズでは唯一のminiSD対応機（他機種はmicroSD）でもある。ドコモ向け端末としては現在のところ、この機種以降ではメモリースティック Duo/Pro Duo に対応していない。
- ブラビアに搭載されている高画質エンジンを携帯向けにしたRealityMAXを搭載している。RealityMAXはau CDMA 1X WIN端末のW43SとW44Sなどにも搭載されている。
- この端末のボタンはオレンジ色に光り、設定によって明るい場所では光らないようにすることもできる。
- iアプリは「みんなのGOLFモバイル2+ for SO」、「NAVITIME」、「DCMX」、「iD」等をプリインストールしている。
- FOMA 903i シリーズ共通の機能として、着うたフル、GPS、メガiアプリ、ICカードによる認証、3Gローミング (WORLD WING) に対応した。

| 主な対応サービス           | 主な対応サービス                       | 主な対応サービス         | 主な対応サービス                               |
| -------------------------- | -------------------------------------- | ------------------------ | ---------------------------------------------- |
| DCMX／おサイフケータイ     | うた・ホーダイ                         | 着うたフル／着うた       | デジタルオーディオプレーヤー(AAC)(ATRAC3)(MP3) |
| 直感ゲーム／メガiアプリ    | Music&Videoチャネル／ビデオクリップ    | 3Gローミング             | プッシュトーク                                 |
| FOMAハイスピード           | GPS／ケータイお探し                    | デコメール／デコメ絵文字 | iチャネル                                      |
| 着もじ                     | テレビ電話／キャラ電                   | 電話帳お預かりサービス   | フルブラウザ                                   |
| おまかせロック／バイオ認証 | 外部メモリーへのiモードコンテンツ移行※ | トルカ                   | iC通信／iCお引越しサービス                     |
| きせかえツール／マチキャラ | バーコードリーダ／名刺リーダ           | 2in1                     | エリアメール                                   |

※miniSDまたはmicroSDのみ対応。

## 歴史
- 2006年9月12日 - 技術基準適合証明 (TELEC) 通過
- 2006年9月15日 - 電気通信端末機器審査協会 (JATE) 通過
- 2006年10月12日 - D903i・D903iTV・F903i・F903iX HIGH-SPEED・N903i・N902iL・P903i・P903iTV・P903iX HIGH-SPEED・SH903i・SH903iTV・SO903i・SIMPURE L1・SIMPURE N1の開発発表。
- 2006年11月25日 - 発売開始

## 不具合
- 2006年12月27日
  - 一部の操作を行った後に着うたをダウンロードすると、失敗することがあると発表。
- 2007年8月15日
  - SonicStageを利用して、音楽データを携帯電話に転送し、パソコンとの接続を正常に終了させずに（メモリーモードを終了させずに）USBケーブルを外した後、「データ更新中」を示すアイコンが点滅中に何らかのボタンを押下すると、携帯電話の画面に曲名が表示されない場合がある、などの改善が盛り込まれたソフトウェアをリリースした。